# Ravno Brdo
Ravno Brdo est une localité de Croatie située en Istrie, dans la municipalité de Lupoglav, dans le comitat d'Istrie.